# Землетрус у Нагано (1984)
Землетрус у Нагано 1984 року (яп. 長野県西部地震) стався у західній частину префектури Нагано, Японія, 14 вересня 1984 року о 08:48 за місцевим часом (13 вересня 1984 року о 23:48 UTC). Землетрус магнітудою 6,3 зруйнував Отакі і спровокував великі зсуви. В результаті землетрусу загинули або зникли безвісти щонайменше 29 людей, що робить його найбільшим землетрусом у 1984 році.

## Геологія
Хоча епіцентру був лише за 2 кілометри глибокий, видимих дефектів не було. Японське метеорологічне агентство оцінило два розломи, один 15 кілометрів довжиною і один 5 км., які розірвалися одночасно. Сейсмометр на дамбі Макіо, за 4 кілометри подалі від епіцентру, спостерігався дуже сильний струс, але не вдалося зафіксувати більше 0,3 g, що було межею.

## Пошкодження

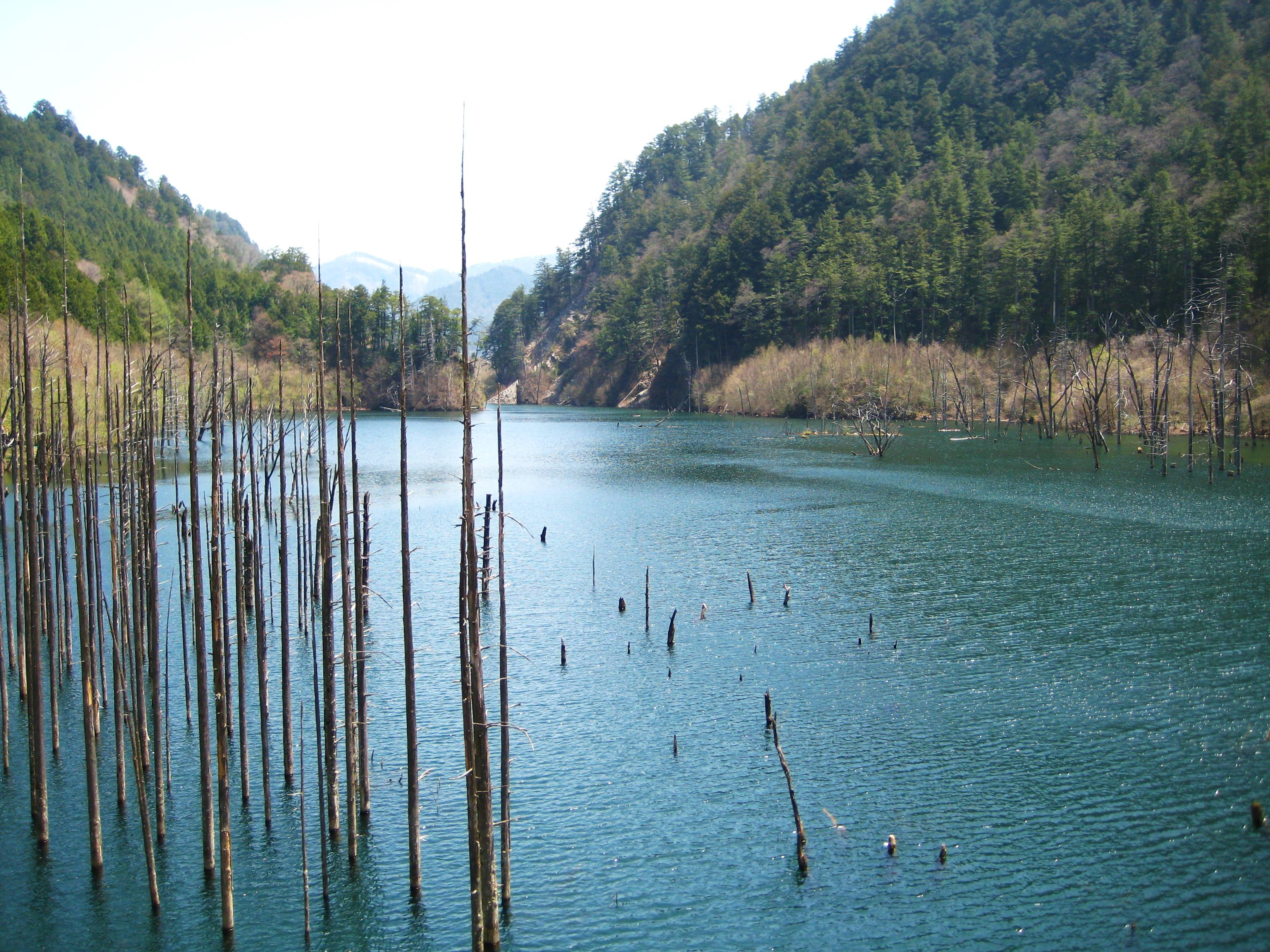
Це озеро утворилося після того, як частина річки Отаки була перекрита зсувом

Через проливні дощі в цьому районі перед землетрусом сталося багато зсувів.
| Повний збиток                 | Повний збиток            |
| ----------------------------- | ------------------------ |
| Загиблих                      | 14                       |
| Зниклих безвісти              | 15                       |
| Поранених                     | 10                       |
| Зруйновані будівлі            | 14                       |
| Наполовину зруйновані будівлі | 73                       |
| Пошкоджені будівлі            | 517                      |
| Економічні витрати            | 28 мільйонів доларів США |

### Інциденти
- Масивний зсув стався на південній стороні гори Онтаке, викинувши 3,45 мільйона кубічних метрів землі з приблизною швидкістю від 80 до 100 км/год вниз по схилу гори та похований понад 3 км., землі, включно з гарячим джерелом, менше 50 метри землі. Сусідня долина була повністю похована під 30 м (98 фут) землі. Четверо осіб із сім’ї власника закладу та п’ятеро осіб, які шукали гриби на території, також були поховані та пропали безвісти.
- Великий зсув ґрунту в районі Мацугое спричинив обвал частини корчми та дороги та врізання в бетонний завод на дні схилу, убивши 13 людей, які працювали в лісі та на заводі. У корчмі не було людей, і власниця дивом вижила, оскільки вона змогла втриматися на своєму татамі та покататися на зсуві, коли той сходив. Вона змогла піднятися на скелю, спричинену зсувом, хоча була сильно поранена. Її знайшли та госпіталізували на 2 тижні[2].
- Будинок у районі Такігое обвалився після того, як на нього обрушився зсув, у результаті чого одна людина загинула.
- П'ятеро людей, які їхали в районі Корігасе, були поховані під зсувом і пропали безвісти. Двоє людей змогли вижити, втікши від зсуву[3].
- Одна людина пропала безвісти в районі Янагігасе.
- Чоловік, який керував вантажівкою, загинув після того, як його знесло зсувом.
- Озеро утворилося після того, як зсув перекрив річку.

## Прекурсори
- За даними Нагойського університету, обсерваторії гарячих джерел поблизу епіцентру зафіксували велику різницю у співвідношенні метану й аргону, а також кількості водню перед землетрусом. Вважається, що зміна кількості водню є результатом невеликого розриву перед головним землетрусом[4].
- Зміни у відсотковому вмісті радону спостерігалися в 141 обсерваторії за 3 розломами, включаючи Японську серединну тектонічну лінію.

## Відповідь
За чотири роки після землетрусу на горі Онтаке було побудовано дев'ять контрольних дамб.